# Hagen Henning

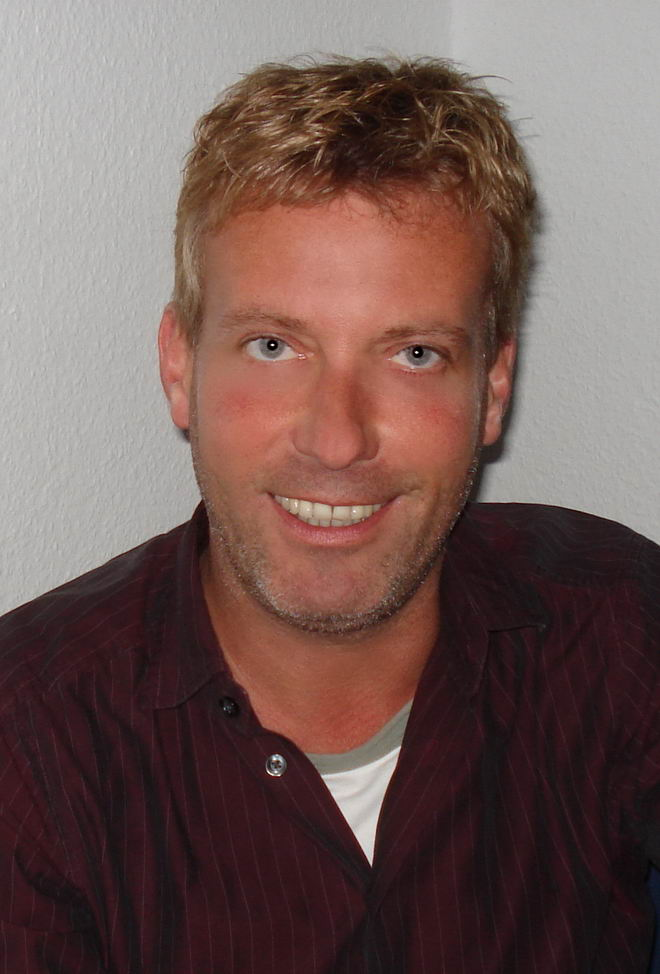
Hagen Henning (2008)

Hagen Henning (* 1964 in Meißen) ist ein deutscher Schauspieler.

## Leben
Hagen Henning wuchs in Sachsen auf. Seine Ausbildung erhielt er von 1983 bis 1987 an der Hochschule für Schauspielkunst „Ernst Busch“ Berlin. In Und niemand auf der Welt war er 1986 erstmals in einer Hauptrolle (Dowschenko-Filmstudio Kiew) zu sehen. 1988 stand er in dem Film Stalingrad der Mosfilm-Studios in Moskau vor der Kamera. Seit 1994 war Henning mehrfach in Polizeiruf 110 (Das Erste) zu Gast. Weitere Engagements in Krimireihen des deutschen Fernsehens ergaben sich bei Rosa Roth neben Iris Berben im ZDF. Mit dem Tatort Bierkrieg setzte er seine Laufbahn fort. In Sat.1 sah man ihn in Wolffs Revier. Dunkel hieß ein Kinofilm mit ihm, der 1995 auch im ZDF ausgestrahlt wurde. In Die Straßen von Berlin (ProSieben) spielte Henning 1997. Vier Jahre spielte er in Für alle Fälle Stefanie (Sat.1) mit. 2003 zeigte das ZDF den Vierteiler Liebesau – Die andere Heimat mit Hagen Henning. Für den KI.KA stand er in der Serie Schloss Einstein 2005 vor der Kamera.
Auf der Theaterbühne war Henning von 1987 bis 1991 regelmäßig am Landestheater Dessau engagiert, u. a. in Romeo und Julia, Tagebuch der Anne Frank, Was heißt hier Liebe und Was ihr wollt. Mit Ein Monat auf dem Lande und Ist heute der Tag gab er seinen Einstand am Renaissance-Theater in Berlin. Die Deutsche Oper Berlin engagierte Henning 1994 als Mathieu Dreyfus für die Uraufführung der Oper Dreyfus – Die Affäre. In Happy End und Sladek oder die schwarze Armee war er zwischen 1996 und 1998 im Berliner Ensemble zu erleben. Beim Berliner Operetten-Festival war Hagen Henning 1999 Darsteller in dem musikalischen Lustspiel Im weißen Rößl in der Regie von Wolfgang Rumpf. In der Komödie Düsseldorf ist er in der Spielzeit 2007/2008 in Männerhort neben Thomas Freitag aufgetreten.
In der Komödie Zu Dir oder zu mir? und dem Stück Ach, du liebe Zeit! ist Hagen Henning gemeinsam mit seiner Partnerin Kerstin Reimann seit Jahren im deutschsprachigen Raum unterwegs. Mehrfach waren beide damit auf Kreuzfahrtschiffen zu Gast.